# Municipio de Altory
El municipio de Altory (en inglés: Altory Township) es un municipio ubicado en el condado de Decatur en el estado estadounidense de Kansas. En el año 2010 tenía una población de 18 habitantes y una densidad poblacional de 0,19 personas por km².

## Geografía
El municipio de Altory se encuentra ubicado en las coordenadas 39°47′5″N 100°20′52″O / 39.78472, -100.34778. Según la Oficina del Censo de los Estados Unidos, el municipio tiene una superficie total de 92.7 km², de la cual 92,7 km² corresponden a tierra firme y (0 %) 0 km² es agua.

## Demografía
Según el censo de 2010, había 18 personas residiendo en el municipio de Altory. La densidad de población era de 0,19 hab./km². De los 18 habitantes, el municipio de Altory estaba compuesto por el 88,89 % blancos, el 5,56 % eran afroamericanos y el 5,56 % eran de una mezcla de razas. Del total de la población el 0 % eran hispanos o latinos de cualquier raza.